# Chryseofusus dapsilis
Chryseofusus dapsilis là một loài ốc biển, là động vật thân mềm chân bụng sống ở biển trong họ Fasciolariidae.

## Miêu tả
Chryseofusus dapsilis grows to a shell size of 75 mm.

## Phân bố
Loài này phân bố dọc theo Việt Nam.